# Saeeduzzaman Siddiqui
Saeeduzzaman Siddiqui ou Saeed-uz-Zaman Siddiqui (en ourdou : سعید الزمان صدیقی), né le 1er décembre 1939 à Lucknow et mort le 11 janvier 2017, est un juge et homme politique pakistanais indépendant. 
Il a été juge en chef de la Cour suprême du Pakistan pendant à peine six mois. Après le coup d'État du 12 octobre 1999, il refuse de prêter serment au nouveau pouvoir et est immédiatement contraint à la démission. Le 11 novembre 2016, il est nommé par le Premier ministre Nawaz Sharif au poste de gouverneur du Sind. Il n'occupe cependant le poste que deux mois, avant de mourir le 11 janvier 2017 pour infection et problèmes respiratoires.